# Бельгия на «Детском Евровидении — 2003»
Бельгия дебютировала на «Детском Евровидении — 2003», проходившем в Копенгагене, Дания, 15 ноября 2003 года. На конкурсе страну представила группа X!NK, выступившая одиннадцатой. Они заняли шестое место, набрав 83 балла.

## Национальный отбор
Национальный отбор состоял из трёх шоу: двух полуфиналов и финала. Финалисты и победитель финала были выбраны смесью голосов, состоящих из голосов профессионального жюри, детского жюри, жюри на радио и прессы.

### Первый полуфинал
Первый полуфинал состоялся 7 сентября 2003 года. 5 участников приняло участие и трое из них прошли в финал.
| Первый полуфинал — 7 сентября 2003 | Первый полуфинал — 7 сентября 2003 | Первый полуфинал — 7 сентября 2003 | Первый полуфинал — 7 сентября 2003 | Первый полуфинал — 7 сентября 2003 |
| №                                  | Артист                             | Песня                              | Место                              | Баллы                              |
| ---------------------------------- | ---------------------------------- | ---------------------------------- | ---------------------------------- | ---------------------------------- |
| 01                                 | Шарлотта Кэмпион                   | «Hey kids hier»                    | 4                                  | 62                                 |
| 02                                 | X!NK                               | «De vriendschapsband»              | 2                                  | 76                                 |
| 03                                 | Киа Франк                          | «Geen antwoord»                    | 5                                  | 57                                 |
| 04                                 | Мартин Ванхинсберг                 | «Ik word je popidool»              | 3                                  | 76                                 |
| 05                                 | Лаура Хюисманс                     | «Wees zeker»                       | 1                                  | 79                                 |

### Второй полуфинал
Второй полуфинал состоялся 14 сентября 2003 года. 5 участников приняло участие и двое из них прошли в финал.
| Второй полуфинал — 14 сентября 2003 | Второй полуфинал — 14 сентября 2003 | Второй полуфинал — 14 сентября 2003 | Второй полуфинал — 14 сентября 2003 | Второй полуфинал — 14 сентября 2003 |
| №                                   | Артист                              | Песня                               | Место                               | Баллы                               |
| ----------------------------------- | ----------------------------------- | ----------------------------------- | ----------------------------------- | ----------------------------------- |
| 01                                  | Twin Girls                          | «Plezier voor twee»                 | 4                                   | 66                                  |
| 02                                  | Реми Миннебо                        | «Duizend dromen»                    | 2                                   | 76                                  |
| 03                                  | Тоня Шамп                           | «Hey doe maar mee»                  | 1                                   | 77                                  |
| 04                                  | Simon MC                            | «Rapklap»                           | 3                                   | 68                                  |
| 05                                  | Jelly Pie                           | «Groen»                             | 5                                   | 63                                  |

### Финал
Финал состоялся 22 сентября 2003 года. 5 участников приняло участие.
| Финал — 22 сентября 2003 | Финал — 22 сентября 2003 | Финал — 22 сентября 2003 | Финал — 22 сентября 2003 |
| Артист                   | Песня                    | Место                    | Баллы                    |
| ------------------------ | ------------------------ | ------------------------ | ------------------------ |
| X!NK                     | «De vriendschapsband»    | 1                        | 79                       |
| Тоня Шамп                | «Hey doe maar mee»       | 2                        | 76                       |
| Лаура Хюисманс           | «Wees zeker»             | 3                        | 68                       |
| Реми Миннебо             | «Duizend dromen»         | 4                        | 66                       |
| Мартин Ванхинсберг       | «Ik word je popidool»    | 5                        | 61                       |

## На «Детском Евровидении»
Финал конкурса для голландскоговорящей аудитории транслировал телеканал VRT TV1, комментатором которого были Ильзе Ван Хёке и Барт Питерс, а для франкоговорящей аудитории — телеканал RTBF La Deux, комментатором которого была Коринн Буланжье. Результаты голосования от Бельгии объявляла Джудит Буссе. X!NK выступили под одиннадцатым номером перед Великобританией и после Румынии, и заняли шестое место, набрав 83 балла.

## Голосование[5]
| Баллы     | Страна                                            |
| --------- | ------------------------------------------------- |
| 12 баллов | Нидерланды                                        |
| 10 баллов |                                                   |
| 8 баллов  | Испания                                           |
| 7 баллов  | Белоруссия Дания                                  |
| 6 баллов  | Великобритания Польша Северная Македония Хорватия |
| 5 баллов  | Швеция                                            |
| 4 балла   | Латвия Мальта Норвегия                            |
| 3 балла   | Греция Румыния                                    |
| 2 балла   | Кипр                                              |
| 1 балл    |                                                   |

| Баллы     | Страна         |
| --------- | -------------- |
| 12 баллов | Нидерланды     |
| 10 баллов | Испания        |
| 8 баллов  | Хорватия       |
| 7 баллов  | Дания          |
| 6 баллов  | Румыния        |
| 5 баллов  | Белоруссия     |
| 4 балла   | Великобритания |
| 3 балла   | Латвия         |
| 2 балла   | Греция         |
| 1 балл    | Мальта         |